# Младотурци
Младотурци е общо название, с което се обозначават няколко групи от дисиденти и конспиратори, възникнали в края на ХІХ век както на територията на Османската империя, така и в емиграция. През 1889 г. във висшето военномедицинско училище в Цариград Абдулах Джевдет със свои състуденти основава Комитета за единство и прогрес (КЕП) като нелегална политическа организация срещу управлението на Абдул Хамид II , в която бързо се включват студенти и от другите висши учебни заведения в столицата. Впоследствие КЕП се превръща в доминиращата сила на младотурското движение. При разкриването на организацията от властта, част от лидерите бягат зад граница и се присъединяват към османската дисидентска емиграция в Париж, Женева и Кайро. Сред най-известните представители на КЕП е Ахмед Риза, който става негов говорител.
В същото време се формира и конкурентна организация под ръководството на принц Сабахедин – Лига за частна инициатива и децентрализация (на английски: League of Private Initiative and Decentralization) – която изповядва същите либерални идеи като КЕП, но за разлика от КЕП е привърженик на административна децентрализация и търси европейска помощ за извършване на реформите.